# 佩龙公式
在数学或更具体地，其分支解析数论中，佩龙公式（英語：Perron's formula）源自德國數學家奥斯卡·佩龙，是利用逆梅林变换来计算算术函数的和。

## 定理陈述
令 {\displaystyle \{a(n)\}} 为一算术函数，并令
{\displaystyle g(s)=\sum _{n=1}^{\infty }{\frac {a(n)}{n^{s}}}}
为其对应的狄利克雷级数。假设这狄利克雷级数对 {\displaystyle \Re (s)>\sigma } 一致收敛，那么佩龙公式为：
{\displaystyle A(x)={\sum _{n\leq x}}'a(n)={\frac {1}{2\pi i}}\int _{c-i\infty }^{c+i\infty }g(z){\frac {x^{z}}{z}}dz.\;}
此处求和符号上的一撇表示当x是整数时，和式中最后一项要乘以1/2。这个积分不是收敛的勒贝格积分，应当理解为柯西主值。这个公式要求 c > 0, c > σ 和实数x > 0，但除以上条件以外别无限制。

## 证明
用阿贝尔求和公式可以得到一个简单的证明梗概：
{\displaystyle g(s)=\sum _{n=1}^{\infty }{\frac {a(n)}{n^{s}}}=s\int _{0}^{\infty }A(x)x^{-(s+1)}dx.}
这不过是在变量代换{\displaystyle x=e^{t}}下的拉普拉斯变换，运用拉普拉斯变换的反转公式就能得到佩龙公式。

## 例子
由于和狄利克雷级数的关系，佩龙公式常被用于解析数论中的求和。例如我们对黎曼ζ函数有如下的著名积分表示：
{\displaystyle \zeta (s)=s\int _{1}^{\infty }{\frac {\lfloor x\rfloor }{x^{s+1}}}\,dx.}
对于狄利克雷L函数也有类似的公式：
{\displaystyle L(s,\chi )=s\int _{1}^{\infty }{\frac {A(x)}{x^{s+1}}}\,dx,}
其中
{\displaystyle A(x)=\sum _{n\leq x}\chi (n)}
和 {\displaystyle \chi (n)} 是狄利克雷特征. 